# Melodifestivalen (2021)
A 2021-es Melodifestivalen egy hatrészes svéd televíziós zenei verseny volt, melynek keretén belül a nézők és a nemzetközi, szakmai zsűrik kiválasztották, hogy ki képviselje Svédországot a 2021-es Eurovíziós Dalfesztiválon, Rotterdamban. A 2021-es Melodifestivalen volt a hatvanegyedik svéd nemzeti döntő.
Az élő műsorsorozatban ezúttal is huszonnyolc dal versenyzett az Eurovíziós Dalfesztiválra való kijutásért. A sorozat ismét háromfordulós volt; hat élő adásból állt a következők szerint: négy elődöntő, egy második esély forduló és a döntő. Elődöntőnként hét-hét előadó lépett fel. Az elődöntők első két helyezettjei a döntőbe, a harmadik és negyedik helyezettek a második esély fordulóba jutottak tovább. A második esély fordulóban az egyes párbajok győztesei csatlakoztak a döntős mezőnyhöz. Az elődöntőkben és a második esély fordulóban csak a nézői applikációs, illetve telefonos szavazatok alapján kerültek ki a továbbjutók. A döntőben a nézők és a nemzetközi, szakmai zsűrik szavazatai alakították ki a végeredményt.

## Helyszín
A COVID–19-koronavírus-világjárvány miatt a Sveriges Television (SVT) nem – az évek óta szokásos módon – hat különböző svéd városban tartotta meg a 2021-es nemzeti döntőt, hanem egy központi helyszínen, a stockholmi Annexet csarnokban, amely a svéd rendezésű 2016-os Eurovíziós Dalfesztiválon a delegációs területnek adott otthont. A műsort közönség nélkül rendezték meg. A másik lehetséges helyszín a NEP Group stúdiókomplexuma volt Spångában, ahol Svédország legnagyobb televíziós stúdiója található és a TV4 kereskedelmi csatorna Idol című tehetségkutató műsorát is rendezték.
| Forduló               | Dátum             | Város     | Helyszín | Műsorvezetők      | Műsorvezetők                     |
| --------------------- | ----------------- | --------- | -------- | ----------------- | -------------------------------- |
| Első elődöntő         | 2021. február 6.  | Stockholm | Annexet  | Christer Björkman | Lena Philipsson                  |
| Második elődöntő      | 2021. február 13. | Stockholm | Annexet  | Christer Björkman | Oscar Zia, Anis Don Demina       |
| Harmadik elődöntő     | 2021. február 20. | Stockholm | Annexet  | Christer Björkman | Jason Diakité                    |
| Negyedik elődöntő     | 2021. február 27. | Stockholm | Annexet  | Christer Björkman | Per Andersson, Pernilla Wahlgren |
| Második esély forduló | 2021. március 6.  | Stockholm | Annexet  | Christer Björkman | Shirley Clamp                    |
| Döntő                 | 2021. március 13. | Stockholm | Annexet  | Christer Björkman | Måns Zelmerlöw, Shima Niavarani  |

## Résztvevők
2020. november 27-én az SVT bejelentette, hogy a résztvevőket és dalaik címét visszaszámlálás során jelentik be, kezdve december 1-jén. Julia Alfrida 2020 szeptemberében nyerte el a műsorban való indulást, hiszen a P4 Nestä döntősei közül a zsűri neki adott esélyt, hogy megmérettesse magát a svéd nemzeti válogatóban.
| Előadó                 | Dal                          | Nyelv          | Szerző(k)                                                                                |
| ---------------------- | ---------------------------- | -------------- | ---------------------------------------------------------------------------------------- |
| Alvaro Estrella        | "Baila Baila"                | angol, spanyol | Anderz Wrethov, Linnea Deb, Jimmy "Joker" Thörnfeldt                                     |
| Anton Ewald            | "New Religion"               | angol          | Jonas Wallin, Joe Killington, Anton Ewald, Maja Strömstedt                               |
| Arvingarna             | "Tänker inte alls gå hem"    | svéd           | Stefan Brunzell, Nanne Grönvall, Thomas G:son, Bobby Ljunggren                           |
| Charlotte Perrelli     | "Still Young"                | angol          | Thomas G:son, Bobby Ljunggren, Erik Bernholm, Charlie Gustavsson                         |
| Clara Klingenström     | "Behöver inte dig idag"      | svéd           | Clara Klingenström, Bobby Ljunggren, David Lindgren Zacharias                            |
| Danny Saucedo          | "Dandi dansa"                | svéd           | Danny Saucedo, Karl-Johan Råsmark                                                        |
| Dotter                 | "Little Tot"                 | angol          | Johanna Jansson, Dino Medanhodzic                                                        |
| Efraim Leo             | "Best of Me"                 | angol          | Efraim Leo, Cornelia Jakobsdotter, Amanda Björkegren, Herman Gardarfve                   |
| Elisa                  | "Den du är"                  | svéd           | Bobby Ljunggren, Ingela "Pling" Forsman, Elisa Lindström                                 |
| Emil Assergård         | "Om allting skiter sig"      | svéd           | Emil Assergård, Jimmy Jansson, Jimmy "Joker" Thörnfeldt, Anderz Wrethov, Johanna Wrethov |
| Eric Saade             | "Every Minute"               | angol          | Eric Saade, Linnea Deb, Joy Deb, Jimmy "Joker" Thörnfeldt                                |
| Eva Rydberg & Ewa Roos | "Rena rama ding dong"        | svéd           | Göran Sparrdahl, Kalle Rydberg, Ari Lehtonen                                             |
| Frida Green            | "The Silence"                | angol          | Anna Bergendahl, Bobby Ljunggren, David Lindgren Zacharias, Joy Deb                      |
| Jessica Andersson      | "Horizon"                    | angol          | David Kreuger, Fredrik Kempe, Marcus Lidén, Christian Holmström                          |
| Julia Alfrida          | "Rich"                       | angol          | Julia Alfrida, Jimmy Jansson, Melanie Wehbe                                              |
| Kadiatou               | "One Touch"                  | angol          | Joy Deb, Linnea Deb, Jimmy "Joker" Thörnfeldt, Anderz Wrethov                            |
| Klara Hammarström      | "Beat of Broken Hearts"      | angol          | David Kreuger, Fredrik Kempe, Niklas Carson Mattson, Andreas Wijk                        |
| Lillasyster            | "Pretender"                  | angol          | Isak Hallén, Jakob Redtzer, Martin Westerstrand, Ian Paolo Lira, Palle Hammarlund        |
| Lovad                  | "Allting är precis likadant" | svéd           | Mattias Andréasson, Alexander Nivek, Lova Drevstam, Albin Johnsén                        |
| Mustasch               | "Contagious"                 | angol          | Ralf Gyllenhammar, David Johannesson                                                     |
| Nathalie Brydolf       | "Fingerprints"               | angol          | Andreas Stone Johansson, Etta Zelmani, Laurell Barker, Anna-Klara Folin                  |
| Patrik Jean            | "Tears Run Dry"              | angol          | Herman Gardarfve, Patrik Jean, Melanie Wehbe                                             |
| Paul Rey               | "The Missing Piece"          | angol          | Fredrik Sonefors, Laurell Barker, Paul Rey                                               |
| Sannex                 | "All Inclusive"              | angol          | Greta Svensson, Hans Thorstensson                                                        |
| Tess Merkel            | "Good Life"                  | angol          | Tony Malm, Tess Merkel, Palle Hammarlund, Mats Tärnfors                                  |
| The Mamas              | "In the Middle"              | angol          | Emily Falvey, Robin Stjernberg, Jimmy Jansson                                            |
| Tusse                  | "Voices"                     | angol          | Joy Deb, Linnea Deb, Jimmy "Joker" Thörnfeldt, Anderz Wrethov                            |
| WAHL feat. SAMI        | "90-talet"                   | svéd           | Sami Rekik, Christopher Wahlberg, Josefin Glenmark, Jesper Welander, Andreas Larsson     |

## Élő műsorsorozat
Az adások részletes végeredményét március 18-án hozták nyilvánosságra.

### Elődöntők

#### Első elődöntő
Az első elődöntőt február 6-án rendezte az SVT hét előadó részvételével.
| #  | Előadó            | Dal                       | Szavazat  | Pontszám | Helyezés | Eredmény     |
| -- | ----------------- | ------------------------- | --------- | -------- | -------- | ------------ |
| 01 | Kadiatou          | "One Touch"               | 967 331   | 29       | 6.       | Kiesett      |
| 02 | Lillasyster       | "Pretender"               | 1 159 154 | 48       | 4.       | Továbbjutott |
| 03 | Jessica Andersson | "Horizon"                 | 1 065 794 | 38       | 5.       | Kiesett      |
| 04 | Paul Rey          | "The Missing Piece"       | 1 239 146 | 68       | 3.       | Továbbjutott |
| 05 | Arvingarna        | "Tänker inte alls gå hem" | 1 190 449 | 72       | 2.       | Továbbjutott |
| 06 | Nathalie Brydolf  | "Fingerprints"            | 825 414   | 11       | 7.       | Kiesett      |
| 07 | Danny Saucedo     | "Dandi dansa"             | 1 377 663 | 78       | 1.       | Továbbjutott |

| Ponttáblázat                           | Ponttáblázat | Ponttáblázat | Ponttáblázat | Ponttáblázat | Ponttáblázat | Ponttáblázat | Ponttáblázat | Ponttáblázat | Ponttáblázat |
| Dal                                    | 3–9          | 10–15        | 16–29        | 30–44        | 45–59        | 60–74        | 75+          | Telefon      | Össz.        |
| -------------------------------------- | ------------ | ------------ | ------------ | ------------ | ------------ | ------------ | ------------ | ------------ | ------------ |
| "One Touch" (Kadiatou)                 | 10           | 8            | 4            | 2            | 1            | 1            | 2            | 1            | 29           |
| "Pretender" (Lillasyster)              | 2            | 2            | 8            | 12           | 6            | 4            | 4            | 10           | 48           |
| "Horizon" (Jessica Andersson)          | 4            | 4            | 2            | 4            | 4            | 8            | 8            | 4            | 38           |
| "The Missing Piece" (Paul Rey)         | 12           | 12           | 10           | 8            | 8            | 6            | 6            | 6            | 68           |
| "Tänker inte alls gå hem" (Arvingarna) | 8            | 6            | 6            | 6            | 10           | 12           | 12           | 12           | 72           |
| "Fingerprints" (Nathalie Brydolf)      | 1            | 1            | 1            | 1            | 2            | 2            | 1            | 2            | 11           |
| "Dandi dansa" (Danny Saucedo)          | 6            | 10           | 12           | 10           | 12           | 10           | 10           | 8            | 78           |

#### Második elődöntő
A második elődöntőt február 13-án rendezte az SVT hét előadó részvételével.
| #  | Előadó                 | Dal                   | Szavazat  | Pontszám | Helyezés | Eredmény     |
| -- | ---------------------- | --------------------- | --------- | -------- | -------- | ------------ |
| 01 | Anton Ewald            | "New Religion"        | 1 218 312 | 68       | 2.       | Továbbjutott |
| 02 | Julia Alfrida          | "Rich"                | 751 337   | 11       | 7.       | Kiesett      |
| 03 | WAHL feat. SAMI        | "90-talet"            | 961 160   | 30       | 6.       | Kiesett      |
| 04 | Frida Green            | "The Silence"         | 1 028 299 | 47       | 4.       | Továbbjutott |
| 05 | Eva Rydberg & Ewa Roos | "Rena rama ding dong" | 997 947   | 52       | 3.       | Továbbjutott |
| 06 | Patrik Jean            | "Tears Run Dry"       | 1 049 434 | 44       | 5.       | Kiesett      |
| 07 | Dotter                 | "Little Tot"          | 1 464 962 | 92       | 1.       | Továbbjutott |

| Ponttáblázat                                   | Ponttáblázat | Ponttáblázat | Ponttáblázat | Ponttáblázat | Ponttáblázat | Ponttáblázat | Ponttáblázat | Ponttáblázat | Ponttáblázat |
| Dal                                            | 3–9          | 10–15        | 16–29        | 30–44        | 45–59        | 60–74        | 75+          | Telefon      | Össz.        |
| ---------------------------------------------- | ------------ | ------------ | ------------ | ------------ | ------------ | ------------ | ------------ | ------------ | ------------ |
| "New Religion" (Anton Ewald)                   | 10           | 10           | 8            | 10           | 10           | 6            | 8            | 6            | 68           |
| "Rich" (Julia Alfrida)                         | 4            | 1            | 1            | 1            | 1            | 1            | 1            | 1            | 11           |
| "90-talet" (WAHL feat. SAMI)                   | 8            | 2            | 2            | 8            | 4            | 2            | 2            | 2            | 30           |
| "The Silence" (Frida Green)                    | 1            | 8            | 4            | 4            | 8            | 8            | 6            | 8            | 47           |
| "Rena rama ding dong" (Eva Rydberg & Ewa Roos) | 2            | 6            | 6            | 2            | 2            | 10           | 12           | 12           | 52           |
| "Tears Run Dry" (Patrik Jean)                  | 6            | 4            | 10           | 6            | 6            | 4            | 4            | 4            | 44           |
| "Little Tot" (Dotter)                          | 12           | 12           | 12           | 12           | 12           | 12           | 10           | 10           | 92           |

#### Harmadik elődöntő
A harmadik elődöntőt február 20-án rendezte az SVT hét előadó részvételével.
| #  | Előadó             | Dal                     | Szavazat  | Pontszám | Helyezés | Eredmény     |
| -- | ------------------ | ----------------------- | --------- | -------- | -------- | ------------ |
| 01 | Charlotte Perrelli | "Still Young"           | 1 272 523 | 62       | 2.       | Továbbjutott |
| 02 | Emil Assergård     | "Om allting skiter sig" | 987 458   | 34       | 5.       | Kiesett      |
| 03 | Klara Hammarström  | "Beat of Broken Hearts" | 1 252 895 | 58       | 4.       | Továbbjutott |
| 04 | Mustasch           | "Contagious"            | 763 045   | 18       | 6.       | Kiesett      |
| 05 | Elisa              | "Den du är"             | 613 779   | 18       | 7.       | Kiesett      |
| 06 | Alvaro Estrella    | "Baila Baila"           | 1 193 914 | 60       | 3.       | Továbbjutott |
| 07 | Tusse              | "Voices"                | 1 919 353 | 94       | 1.       | Továbbjutott |

| Ponttáblázat                                | Ponttáblázat | Ponttáblázat | Ponttáblázat | Ponttáblázat | Ponttáblázat | Ponttáblázat | Ponttáblázat | Ponttáblázat | Ponttáblázat |
| Dal                                         | 3–9          | 10–15        | 16–29        | 30–44        | 45–59        | 60–74        | 75+          | Telefon      | Össz.        |
| ------------------------------------------- | ------------ | ------------ | ------------ | ------------ | ------------ | ------------ | ------------ | ------------ | ------------ |
| "Still Young" (Charlotte Perrelli)          | 4            | 6            | 4            | 8            | 10           | 10           | 10           | 10           | 62           |
| "Om allting skiter sig" (Emil Assergård)    | 6            | 4            | 8            | 4            | 2            | 2            | 2            | 6            | 34           |
| "Beat of Broken Hearts" (Klara Hammarström) | 12           | 10           | 10           | 10           | 6            | 4            | 4            | 2            | 58           |
| "Contagious" (Mustasch)                     | 2            | 2            | 2            | 2            | 4            | 1            | 1            | 4            | 18           |
| "Den du är" (Elisa)                         | 1            | 1            | 1            | 1            | 1            | 6            | 6            | 1            | 18           |
| "Baila Baila" (Alvaro Estrella)             | 8            | 8            | 6            | 6            | 8            | 8            | 8            | 8            | 60           |
| "Voices" (Tusse)                            | 10           | 12           | 12           | 12           | 12           | 12           | 12           | 12           | 94           |

#### Negyedik elődöntő
A negyedik elődöntőt február 27-én rendezte az SVT hét előadó részvételével.
| #  | Előadó             | Dal                          | Szavazat  | Pontszám | Helyezés | Eredmény     |
| -- | ------------------ | ---------------------------- | --------- | -------- | -------- | ------------ |
| 01 | Tess Merkel        | "Good Life"                  | 868 050   | 40       | 5.       | Kiesett      |
| 02 | Lovad              | "Allting är precis likadant" | 783 763   | 21       | 6.       | Kiesett      |
| 03 | Efraim Leo         | "Best of Me"                 | 1 035 821 | 52       | 3.       | Továbbjutott |
| 04 | The Mamas          | "In the Middle"              | 1 550 459 | 94       | 1.       | Továbbjutott |
| 05 | Sannex             | "All Inclusive"              | 609 909   | 14       | 7.       | Kiesett      |
| 06 | Clara Klingenström | "Behöver inte dig idag"      | 930 002   | 51       | 4.       | Továbbjutott |
| 07 | Eric Saade         | "Every Minute"               | 1 179 580 | 72       | 2.       | Továbbjutott |

| Ponttáblázat                                 | Ponttáblázat | Ponttáblázat | Ponttáblázat | Ponttáblázat | Ponttáblázat | Ponttáblázat | Ponttáblázat | Ponttáblázat | Ponttáblázat |
| Dal                                          | 3–9          | 10–15        | 16–29        | 30–44        | 45–59        | 60–74        | 75+          | Telefon      | Össz.        |
| -------------------------------------------- | ------------ | ------------ | ------------ | ------------ | ------------ | ------------ | ------------ | ------------ | ------------ |
| "Good Life" (Tess Merkel)                    | 6            | 4            | 4            | 4            | 6            | 6            | 4            | 6            | 40           |
| "Allting är precis likadant" (Lovad)         | 2            | 6            | 6            | 2            | 2            | 1            | 1            | 1            | 21           |
| "Best of Me" (Efraim Leo)                    | 10           | 8            | 8            | 8            | 4            | 4            | 6            | 4            | 52           |
| "In the Middle" (The Mamas)                  | 12           | 12           | 12           | 12           | 12           | 12           | 12           | 10           | 94           |
| "All Inclusive" (Sannex)                     | 4            | 1            | 1            | 1            | 1            | 2            | 2            | 2            | 14           |
| "Behöver inte dig idag" (Clara Klingenström) | 1            | 2            | 2            | 6            | 8            | 10           | 10           | 12           | 51           |
| "Every Minute" (Eric Saade)                  | 8            | 10           | 10           | 10           | 10           | 8            | 8            | 8            | 72           |

### Második esély forduló
A második esély fordulót március 6-án rendezte az SVT nyolc előadó részvételével.
| Párbaj | #  | Előadó                 | Dal                     | Szavazat  | Pontszám | Eredmény     |
| ------ | -- | ---------------------- | ----------------------- | --------- | -------- | ------------ |
| 1      | 01 | Alvaro Estrella        | "Baila Baila"           | 1 365 376 | 7        | Továbbjutott |
| 1      | 02 | Lillasyster            | "Pretender"             | 1 163 807 | 1        | Kiesett      |
| 2      | 03 | Frida Green            | "The Silence"           | 925 473   | 1        | Kiesett      |
| 2      | 04 | Paul Rey               | "The Missing Piece"     | 1 207 581 | 7        | Továbbjutott |
| 3      | 05 | Eva Rydberg & Ewa Roos | "Rena rama ding dong"   | 1 173 492 | 3        | Kiesett      |
| 3      | 06 | Clara Klingenström     | "Behöver inte dig idag" | 1 276 040 | 5        | Továbbjutott |
| 4      | 07 | Klara Hammarström      | "Beat of Broken Hearts" | 1 139 262 | 8        | Továbbjutott |
| 4      | 08 | Efraim Leo             | "Best of Me"            | 908 611   | 0        | Kiesett      |

| Ponttáblázat                                   | Ponttáblázat | Ponttáblázat | Ponttáblázat | Ponttáblázat | Ponttáblázat | Ponttáblázat | Ponttáblázat | Ponttáblázat | Ponttáblázat |
| Dal                                            | 3–9          | 10–15        | 16–29        | 30–44        | 45–59        | 60–74        | 75+          | Telefon      | Össz.        |
| ---------------------------------------------- | ------------ | ------------ | ------------ | ------------ | ------------ | ------------ | ------------ | ------------ | ------------ |
| "Baila Baila" (Alvaro Estrella)                | 1            | 1            | 1            | 1            | 1            | 1            | 1            |              | 7            |
| "Pretender" (Lillasyster)                      |              |              |              |              |              |              |              | 1            | 1            |
| "The Silence" (Frida Green)                    |              |              |              |              |              |              |              | 1            | 1            |
| "The Missing Piece" (Paul Rey)                 | 1            | 1            | 1            | 1            | 1            | 1            | 1            |              | 7            |
| "Rena rama ding dong" (Eva Rydberg & Ewa Roos) | 1            | 1            | 1            |              |              |              |              |              | 3            |
| "Behöver inte dig idag" (Clara Klingenström)   |              |              |              | 1            | 1            | 1            | 1            | 1            | 5            |
| "Beat of Broken Hearts" (Klara Hammarström)    | 1            | 1            | 1            | 1            | 1            | 1            | 1            | 1            | 8            |
| "Best of Me" (Efraim Leo)                      |              |              |              |              |              |              |              |              | 0            |

### Döntő
A döntőt március 13-án rendezte az SVT tizenkettő előadó részvételével.
| #  | Előadó             | Dal                       | Pontszám | Pontszám | Pontszám | Helyezés |
| #  | Előadó             | Dal                       | Zsűri    | Nézők    | Összesen | Helyezés |
| -- | ------------------ | ------------------------- | -------- | -------- | -------- | -------- |
| 01 | Danny Saucedo      | "Dandi dansa"             | 39       | 35       | 74       | 7.       |
| 02 | Klara Hammarström  | "Beat of Broken Hearts"   | 43       | 36       | 79       | 6.       |
| 03 | Anton Ewald        | "New Religion"            | 9        | 16       | 25       | 11.      |
| 04 | The Mamas          | "In the Middle"           | 50       | 56       | 106      | 3.       |
| 05 | Paul Rey           | "The Missing Piece"       | 18       | 7        | 25       | 12.      |
| 06 | Charlotte Perrelli | "Still Young"             | 32       | 28       | 60       | 8.       |
| 07 | Tusse              | "Voices"                  | 79       | 96       | 175      | 1.       |
| 08 | Alvaro Estrella    | "Baila Baila"             | 7        | 19       | 26       | 10.      |
| 09 | Clara Klingenström | "Behöver inte dig idag"   | 39       | 52       | 91       | 5.       |
| 10 | Eric Saade         | "Every Minute"            | 69       | 49       | 118      | 2.       |
| 11 | Dotter             | "Little Tot"              | 57       | 48       | 105      | 4.       |
| 12 | Arvingarna         | "Tänker inte alls gå hem" | 22       | 22       | 44       | 9.       |

Ponttáblázat
| Dal                                          | Zsűri         | Zsűri   | Zsűri  | Zsűri  | Zsűri              | Zsűri | Zsűri  | Zsűri     | Zsűri | Nézők     | Nézők | Nézők | Nézők | Nézők | Nézők | Nézők | Nézők | Nézők   | Nézők | Σ   |
| Dal                                          | Franciaország | Albánia | Izland | Izrael | Egyesült Királyság | Svájc | Ciprus | Hollandia | Össz. | Szavazat  | 3–9   | 10–15 | 16–29 | 30–44 | 45–59 | 60–74 | 75+   | Telefon | Össz. | Σ   |
| -------------------------------------------- | ------------- | ------- | ------ | ------ | ------------------ | ----- | ------ | --------- | ----- | --------- | ----- | ----- | ----- | ----- | ----- | ----- | ----- | ------- | ----- | --- |
| "Dandi dansa" (Danny Saucedo)                | 3             | 3       | 7      | 3      | 6                  | 6     | 6      | 5         | 39    | 1 309 741 | 10    | 6     | 6     | 4     | 4     | 1     | 1     | 3       | 35    | 74  |
| "Beat of Broken Hearts" (Klara Hammarström)  | 8             | 4       | 8      | 8      | 4                  | 5     | 2      | 4         | 43    | 1 341 566 | 8     | 8     | 5     | 5     | 3     | 2     | 3     | 2       | 36    | 79  |
| "New Religion" (Anton Ewald)                 | 2             | 2       |        | 2      |                    | 2     |        | 1         | 9     | 1 066 340 | 7     | 4     | 3     | 2     |       |       |       |         | 16    | 25  |
| "In the Middle" (The Mamas)                  | 6             | 6       | 6      | 4      | 12                 | 8     | 1      | 7         | 50    | 1 646 198 | 3     | 10    | 10    | 10    | 7     | 6     | 6     | 4       | 56    | 106 |
| "The Missing Piece" (Paul Rey)               | 1             | 5       | 2      | 1      |                    | 3     |        | 6         | 18    | 998 030   | 2     | 3     | 2     |       |       |       |       |         | 7     | 25  |
| "Still Young" (Charlotte Perrelli)           | 5             | 1       | 3      | 7      | 5                  | 1     | 10     |           | 32    | 1 016 557 |       |       |       | 1     | 5     | 8     | 8     | 6       | 28    | 60  |
| "Voices" (Tusse)                             | 12            | 10      | 12     | 10     | 7                  | 12    | 4      | 12        | 79    | 2 964 269 | 12    | 12    | 12    | 12    | 12    | 12    | 12    | 12      | 96    | 175 |
| "Baila Baila" (Alvaro Estrella)              |               |         | 1      |        | 1                  |       | 5      |           | 7     | 1 071 188 | 5     | 2     | 1     | 3     | 2     | 3     | 2     | 1       | 19    | 26  |
| "Behöver inte dig idag" (Clara Klingenström) | 10            | 7       | 10     | 5      | 2                  |       | 3      | 2         | 39    | 1 455 605 | 1     | 1     | 4     | 6     | 10    | 10    | 10    | 10      | 52    | 91  |
| "Every Minute" (Eric Saade)                  | 4             | 8       | 5      | 12     | 8                  | 10    | 12     | 10        | 69    | 1 471 324 | 4     | 5     | 7     | 7     | 8     | 5     | 5     | 8       | 49    | 118 |
| "Little Tot" (Dotter)                        | 7             | 12      | 4      | 6      | 10                 | 7     | 8      | 3         | 57    | 1 488 599 | 6     | 7     | 8     | 8     | 6     | 4     | 4     | 5       | 48    | 105 |
| "Tänker inte alls gå hem" (Arvingarna)       |               |         |        |        | 3                  | 4     | 7      | 8         | 22    | 923 022   |       |       |       |       | 1     | 7     | 7     | 7       | 22    | 44  |

Pontbejelentők
1. Franciaország – Bruno Berberes
2. Albánia – Kleart Duraj
3. Izland – Felix Bergsson
4. Izrael – Tali Eshkoli
5. Egyesült Királyság – Simon Proctor
6. Svájc – Zibbz
7. Ciprus – Alexia Moutafidou
8. Hollandia – Lars Lourenco

## Nézettség és szavazatok száma
| Forduló               | Sugárzás          | Sugárzás      | Nézettség (fő) | Szavazók (fő) | Szavazatok (db) | Radiohjälpen-segély (korona) | Forrás |
| Forduló               | Dátum             | Időpont       | Nézettség (fő) | Szavazók (fő) | Szavazatok (db) | Radiohjälpen-segély (korona) | Forrás |
| --------------------- | ----------------- | ------------- | -------------- | ------------- | --------------- | ---------------------------- | ------ |
| Első elődöntő         | 2021. február 6.  | szombat 20:00 | 3 308 000      | 628 624       | 7 824 951       | 825 405                      | [ 9 ]  |
| Második elődöntő      | 2021. február 13. | szombat 20:00 | 2 972 000      | 581 410       | 7 471 451       | 577 180                      | [ 9 ]  |
| Harmadik elődöntő     | 2021. február 20. | szombat 20:00 | 3 188 000      | 647 015       | 8 002 967       | 1 090 007                    | [ 9 ]  |
| Negyedik elődöntő     | 2021. február 27. | szombat 20:00 | 2 953 000      | 565 705       | 6 957 584       | 682 171                      | [ 9 ]  |
| Második esély forduló | 2021. március 6.  | szombat 20:00 | 2 732 000      | 632 883       | 9 159 642       | 849 013                      | [ 9 ]  |
| Döntő                 | 2021. március 13. | szombat 20:00 | 3 625 000      | 1 159 881     | 16 752 439      | 3 537 050                    | [ 9 ]  |

## Külső hivatkozások
- A Melodifestivalen weboldala (svédül)